# Канава (притока Убіді)
Канава, Стік (рос. Канава) — річка в Україні у Корюківському районі Чернігівської області. Ліва притока річки Убідь (басейн Десни).

## Опис
Довжина річки приблизно 7,41 км, найкоротша відстань між витоком і гирлом — 6,49  км, коефіцієнт звивистості річки — 1,42 . Формується притокою, декількома безіменними струмками та загатами.

## Розташування
Бере початок між урочищами Ліс Банківський та Жуклянські Дачі у хвойному лісі. Тече переважно на південь через село Рейментарівку і на південно-східній стороні від села Довга Гребля впадає у річку Убідь, праву притоку Десни.

## Притоки
- Кобилка[1] (ліва).

## Цікаві факти
- Від витоку річки на східній стороні на відстані приблизно 8,11 км пролягає автошлях Т 2519[2] (автомобільний шлях територіального значення у Чернігівській області. Пролягає територією Корюківського, Сосницького та Коропського районів через Холми — Авдіївку — Оболоння. Загальна довжина — 36,9 км.).